# 莫特里科
莫特里科（西班牙語：Motrico）是西班牙巴斯克自治区吉普斯夸省的一个市镇。总面积28平方公里，总人口4775人（2001年），人口密度171人/平方公里。